# عوفيرا
عوفيرا (بالعبرية: אופירה). كانت مستوطنة إسرائيلية في منطقة شرم الشيخ في جنوب شبه جزيرة سيناء، وهي أراضي مصرية كانت تحت الاحتلال الإسرائيلي من 1967-1982  وكان استيطان عوفيرا قد بدأ عام 1969، وكان من المفترض أن تستوعب 500 عائلة. وتم فتح مطار لها في عام 1976، وهو يعرف اليوم باسم مطار شرم الشيخ الدولي.
عوفيرا كانت تشرف على خليج شرم مايا ومنطقة نسيمة. وشيدت إسرائيل أول قرية سياحية لها بعد ستة كيلومترات شمالي خليج نعمة.
في ربيع عام 1982 تم إخلاؤها وأعيدت سيناء إلى مصر وفقا لاتفاقية كامب ديفيد. على عكس مستوطنة ياميت، لم يتم هدم عوفيرا. بدلا من ذلك، أعطيت لمصر. اليوم ما تبقى من مستعمرة عوفيرا التي بنتها إسرائيل على أرض شرم الشيخ كمقر لقواتها الجوية هو مبان خالية تقاوم الرصاص وخنادق تمتد لمئات الأمتار تحت الأرض لا يشغلها سوى القمامة ومولدات كهربائية معطلة ما زالت تحمل اسم شركاتها باللغة العبرية. أطلقت عليها الإدارة المصرية بعدما تسلمتها عام 1979 «مساكن اليهود». تضم عوفيرا 500 وحدة سكنية، وقد بنيت على شكل مدرج، حتى يسهل القفز من دور إلى آخر، ومن مبنى إلى آخر، تفاديا للهجمات، وأسفلها بنى الكثير من الخنادق، التي تحولت إلى ثكنات للعمال الذين كانوا يعملون في بناء المنشآت الحكومية في شرم الشيخ، بعدما عادت إلى الأيدى المصرية عام 1982. ترفض الحكومة المصرية الاستثمار فيها خوفًا من عودة الصهاينة حيث تشهد سيناء حالات حنين جارف تجتذب اليهود لمستعمراتهم القديمة فيها. جدير بالذكر أن الجنود الإسرائيليين كانوا يسعون إلى تخريب كل شئ قاموا ببنائه داخل شرم الشيخ قبل تسليمه للقيادة المصرية، الأمر الذي طال خزانات المياه وأجهزة التكييف في مبانى المستعمرة، وما منعهم من هدم المباني الا تكوينها الخرسانى.